# Марсело Карраседо
Марсело Каррседо (ісп. Marcelo Carracedo, нар. 16 квітня 1970, Буенос-Айрес) — аргентинський футболіст, що грав на позиції півзахисника.

## Ігрова кар'єра
У дорослому футболі дебютував 1987 року виступами за команду «Атланта» з Буенос-Айреса, в якій провів два сезони.
1989 року відправився до Європи, де спочатку недовго пограв за іспанський клуб «Реал Мурсія», а потім грав за німецьку «Фортуну» (Дюссельдорф). Відіграв за клуб з Дюссельдорфа наступні два з половиною сезони своєї ігрової кар'єри. Більшість часу, проведеного у складі дюссельдорфської «Фортуни», був основним гравцем команди.
1992 року уклав контракт з клубом «Естудьянтес», втім на батьківщині провів лише один рік і знову повернувся до Європи у австрійський «Тіроль».
З 1994 року грав у Мексиці за клуби «Сантос Лагуна» та «Монаркас», а у 1996–1997 роках грав на батьківщині у «Платенсе» (Вісенте-Лопес).
1997 року недовго пограв у Японії за клуб «Авіспа Фукуока», після чого виступав за «Росаріо Сентраль».
Завершив професійну ігрову кар'єру у клубі «Універсідад Католіка», за який виступав протягом 1999—2000 років.